# Госден, Крис
Крис Госден (англ. Chris Gosden) — британский археолог. Профессор Оксфорда (с 2006 года), член Британской академии (2005).

## Биография
В 1986-1992 годах лектор, в 1992-1993 годах старший лектор кафедры археологии Латробского университета.
В 1990 году приглашённый лектор кафедры археологии Саутгемптонского университета.
В 1991 году приглашённый исследователь кембриджской кафедры археологии и Фицуильям-колледжа.
В 1994—2006 годах оксфордский университетский лектор мировой археологии и куратор археологии Музея Питт-Риверса; член Сент-Кросс-колледжа.
C 2006 года занимает кафедру европейской археологии Института археологии Оксфорда. Профессорский член Кэбл-колледжа.
Проводил археологические раскопки в Британии, Туркменистане и Папуа-Новой Гвинее.
Входит в консультативный совет журнала World Archaeology.